# Graz
Graz ou Gratz,, (prononcé en allemand : /ɡʁaːt͡s/) est une ville d'Autriche et la capitale de l'État de Styrie (en allemand : Steiermark). Avec une population de 288 806 habitants (629 161 dans l'aire urbaine), c'est la deuxième ville d'Autriche.
Son nom est dérivé du mot slave grad pour « ville » ; gradec, /ɡradet͡s/, signifie « petite ville ». D'ailleurs, Gradec est toujours le nom slovène de Graz.
Elle possède quatre universités, qui accueillent 40 000 étudiants. La bibliothèque d'une de ces universités est la plus grande bibliothèque scientifique de Styrie, et la troisième d'Autriche.

## Géographie
Située dans le Sud-Est du pays, à 145 km au sud-ouest du centre-ville de Vienne, Graz est arrosée par la rivière Mur. Elle se trouve dans une plaine délimitée à l'ouest par les derniers contreforts du massif alpin (le Plabutsch de 763 m), au nord et à l'est par les collines de Styrie. L'agrément de son site et ses vastes parcs lui valent parfois l'appellation de ville-jardin. Les communes voisines sont :
- au nord : Gratkorn, Stattegg, Weinitzen ;
- à l'est : Kainbach bei Graz, Hart bei Graz, Raaba ;
- au sud : Feldkirchen bei Graz, Seiersberg ;
- à l'ouest : Attendorf, Thal, Judendorf-Straßengel.

La forteresse de Riegersburg se trouve à 38 km à l'est de son centre, la ville de Köflach à 27 km à l'ouest, Maribor à 60 km au sud.

## Histoire
À l'époque romaine, la zone est agricole et densément peuplée.
À la suite de l'effondrement de l'Empire d'Occident, la région est colonisée par des populations slaves. Graz fut construit autour de la colline du Schloßberg, sur laquelle est construit un château.
En 800, s'installent aussi des colons Bavarii dans la région, qui est devenue la Carantanie.
La première mention écrite  de la bourgade date de 881. Elle devint la résidence du pouvoir local, puis ville de résidence des Habsbourg de 1379 à 1619.
Avec une situation stratégique à l'entrée de la vallée fertile de la Mur, Graz fut  assiégée sans succès par les Hongrois sous Matthias Corvin en 1481, puis par les Turcs ottomans en 1529 et 1532. Elle vit aussi  passer des raids de cavaliers, dont certainement  celui qui ravagea la région de Voitsberg en août 1480.
En 1540, dans le quartier Eggenberg fut fondé les Paradies, ou école luthérienne, dans laquelle Johannes Kepler enseigna de 1594 à 1598. L'archiduc Charles II d'Autriche-Styrie fit brûler 20 000 livres protestants dans le carré de ce qui est de nos jours un asile de malades mentaux, et réussit à remettre la Styrie sous l'autorité de Rome.
En 1573 est fondé un collège jésuite, qui devient l'université de Graz en 1585.
En 1625 est construit le château d'Eggenberg, plus grand château de Styrie.
Entre 1784 et 1809, les remparts sont démantelés, et au XIXe siècle de nouveaux quartiers sont créés, aux vastes places et rues rectilignes. La ligne de chemin de fer Vienne-Trieste (348 km) est créée, avec arrêt à Graz.
En 1878 est fondée la première ligne de tramway, hippomobile, électrifiée en 1897.
Nikola Tesla étudia l'ingénierie électrique à l'École polytechnique en 1875. Le lauréat du prix Nobel Otto Loewi y enseigna de 1909 à 1938. Erwin Schrödinger fut brièvement le chancelier de l'université en 1936. Peu après, un camp de concentration fut installé non loin de Graz par les nazis et Schrödinger s'enfuit.
Les troupes soviétiques du troisième front biélorusse du général Tolboukhine entrèrent à Graz le 9 mai 1945, aussitôt après la capitulation du Troisième Reich, et y restèrent jusqu'au 23 août 1945, lorsqu'à la suite de la conférence de Potsdam, Graz fut attribuée à la zone d'occupation britannique.
En 1970, Graz accueille le quatrième festival Europa Cantat. En 1979, elle fut lauréate du Prix de l'Europe, remis par le Conseil de l'Europe.

## Administration

### Conseil communal
Les résultats des élections communales de 2021 sont les suivants :
|                          |                                                        |         |       |       |        |               |  |  |
| Partis                   | Partis                                                 | Voix    | %     | +/-   | Sièges | +/-           |  |  |
|                          | Parti communiste d'Autriche (KPÖ)                      | 28 025  | 29,11 | 8,77  | 15     | 5             |  |  |
|                          | Parti populaire autrichien (ÖVP)                       | 24 706  | 25,66 | 12,13 | 13     | 6             |  |  |
|                          | Les Verts - L'Alternative verte (Grünen)               | 16 102  | 16,72 | 6,21  | 8      | 3             |  |  |
|                          | Parti de la liberté d'Autriche (FPÖ)                   | 10 861  | 11,28 | 4,58  | 5      | 3             |  |  |
|                          | Parti social-démocrate d'Autriche (SPÖ)                | 9 304   | 9,66  | 0,39  | 5      | en stagnation |  |  |
|                          | NEOS - La nouvelle Autriche et le Forum libéral (NEOS) | 4 988   | 5,18  | 1,24  | 2      | 1             |  |  |
|                          | Autres partis                                          | 2 300   | 2,39  | -     | 0      | en stagnation |  |  |
|                          |                                                        |         |       |       |        |               |  |  |
| Votes valides            | Votes valides                                          | 96 286  | 98,42 |       |        |               |  |  |
| Votes blancs et nuls     | Votes blancs et nuls                                   | 1 543   | 1,58  |       |        |               |  |  |
| Total                    | Total                                                  | 97 829  | 100   | -     | 48     |               |  |  |
| Abstentions              | Abstentions                                            | 125 683 | 56,23 |       |        |               |  |  |
| Inscrits / participation | Inscrits / participation                               | 223 512 | 43,77 |       |        |               |  |  |

### Arrondissements

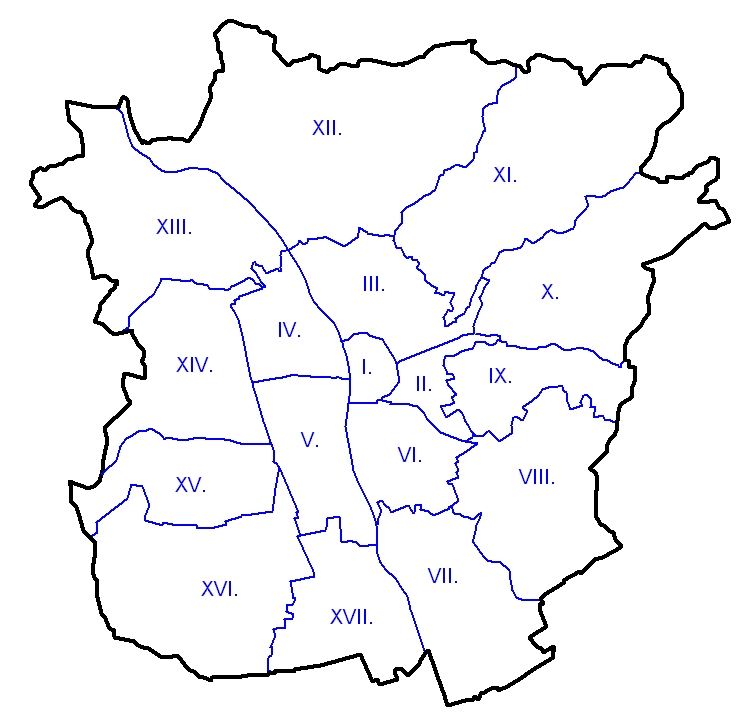
Les arrondissements de Graz.

La ville de Graz est divisée en 17 arrondissements :
- I. Innere Stadt
- II. St. Leonhard
- III. Geidorf
- IV. Lend
- V. Gries
- VI. Jakomini
- VII. Liebenau
- VIII. St. Peter
- IX. Waltendorf
- X. Ries
- XI. Mariatrost
- XII. Andritz
- XIII. Gösting
- XIV. Eggenberg
- XV. Wetzelsdorf
- XVI. Straßgang
- XVII. Puntigam

### Finances
En novembre 2022, la presse révèle le rapport du directeur du bureau d'audit de la ville. Selon celui-ci, le niveau des dettes de la ville est tel qu'il existe un risque d'insolvabilité dès 2023. Depuis 2017, la dette par habitant a grimpé en flèche, passant de 3 561 à 4 793 euros en 2021. Un trou dans les finances est déjà signalé en octobre 2020. La dette totale à l'époque était de 1,7 milliard d'euros. Selon la Cour des comptes, Graz est menacé d'insolvabilité si la coalition rouge/vert ne réagit pas. Dans ce cas, le gouvernement de la ville serait privé de ses pouvoirs et de nouvelles élections devraient avoir lieu. Le fait que la direction de la ville n'a probablement pas suivi de très près la situation financière semble confirmé par le projet de construire un tunnel pour la S-Bahn, le « train express urbain », afin que les gens utilisent davantage ce transport urbain. Le coût de ce projet est estimé à 3,1 milliards d'euros.

## Lieux et monuments

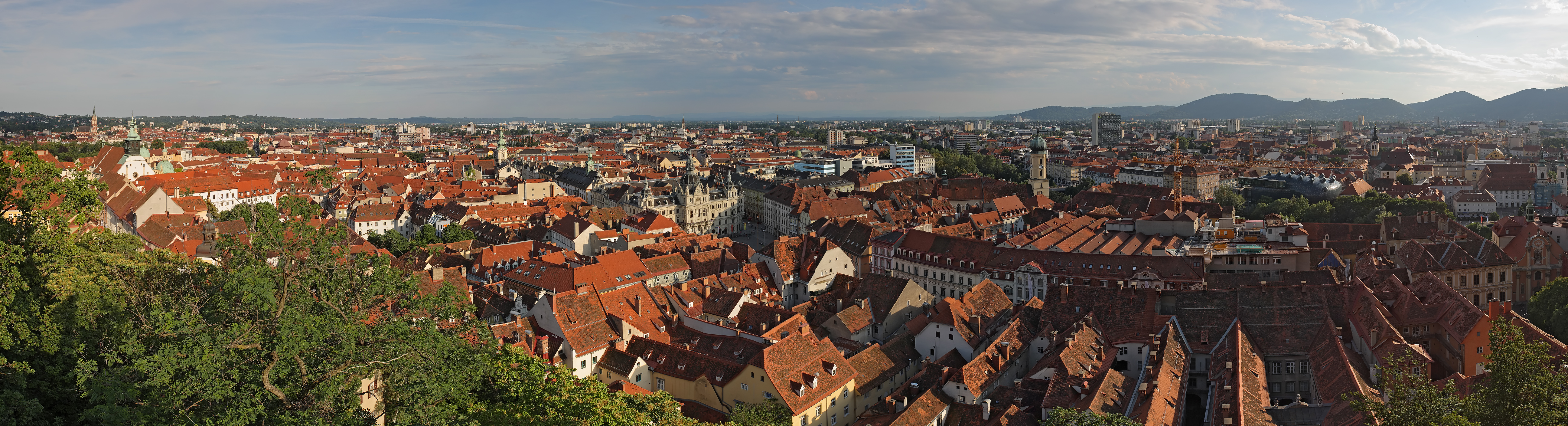
Vue du Schloßberg. À gauche, la cathédrale (Grazer Dom), au milieu l'Hôtel de ville (direction du regard sud-ouest).

La grande place avec, à gauche dans la partie supérieure en arrière-plan, la Tour de l'horloge de Graz (Uhrturm) sur le Schlossberg ; à droite, le bas de l'Hôtel de ville.

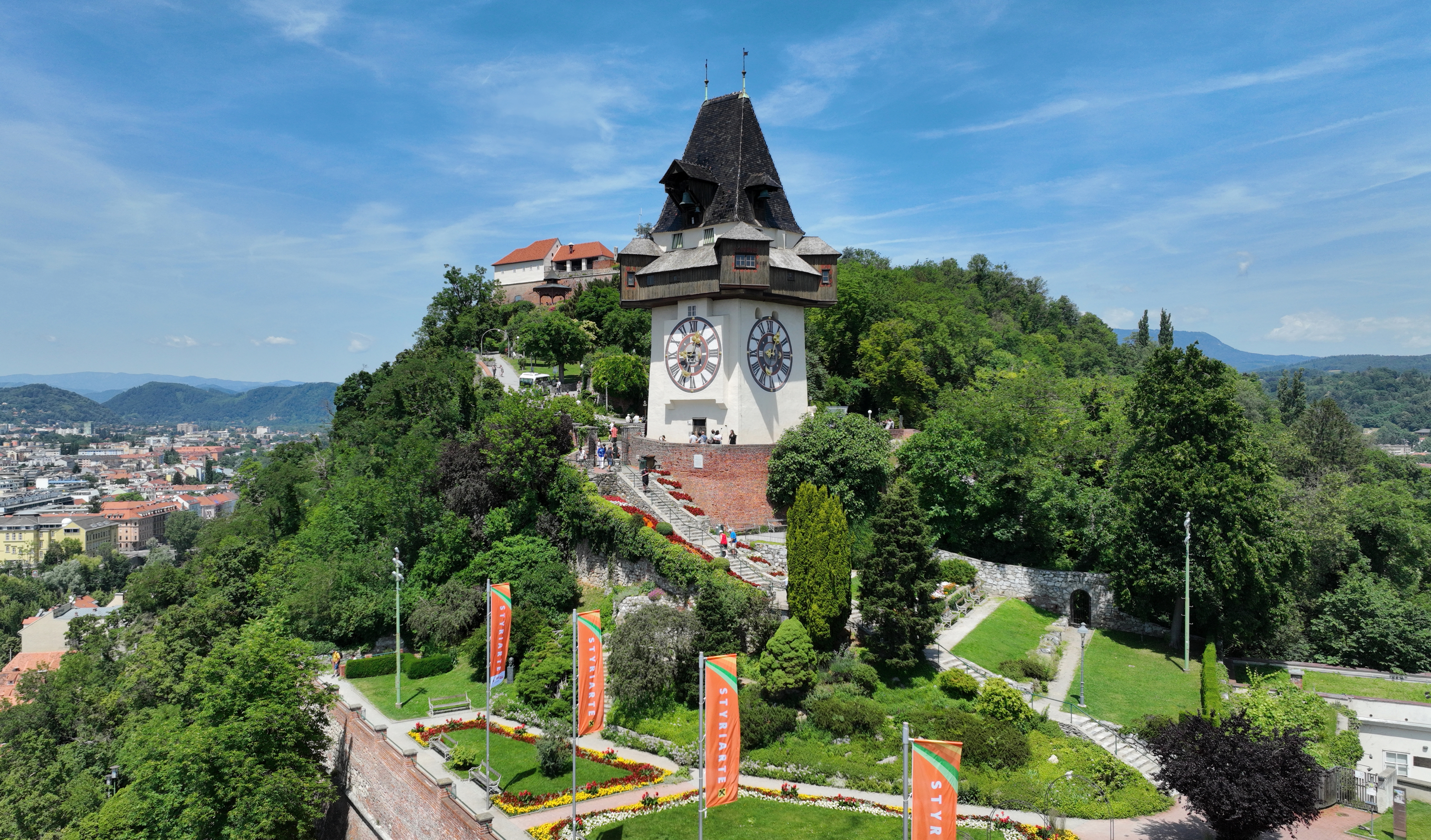
La tour de l'horloge de Graz sur le Schlossberg.

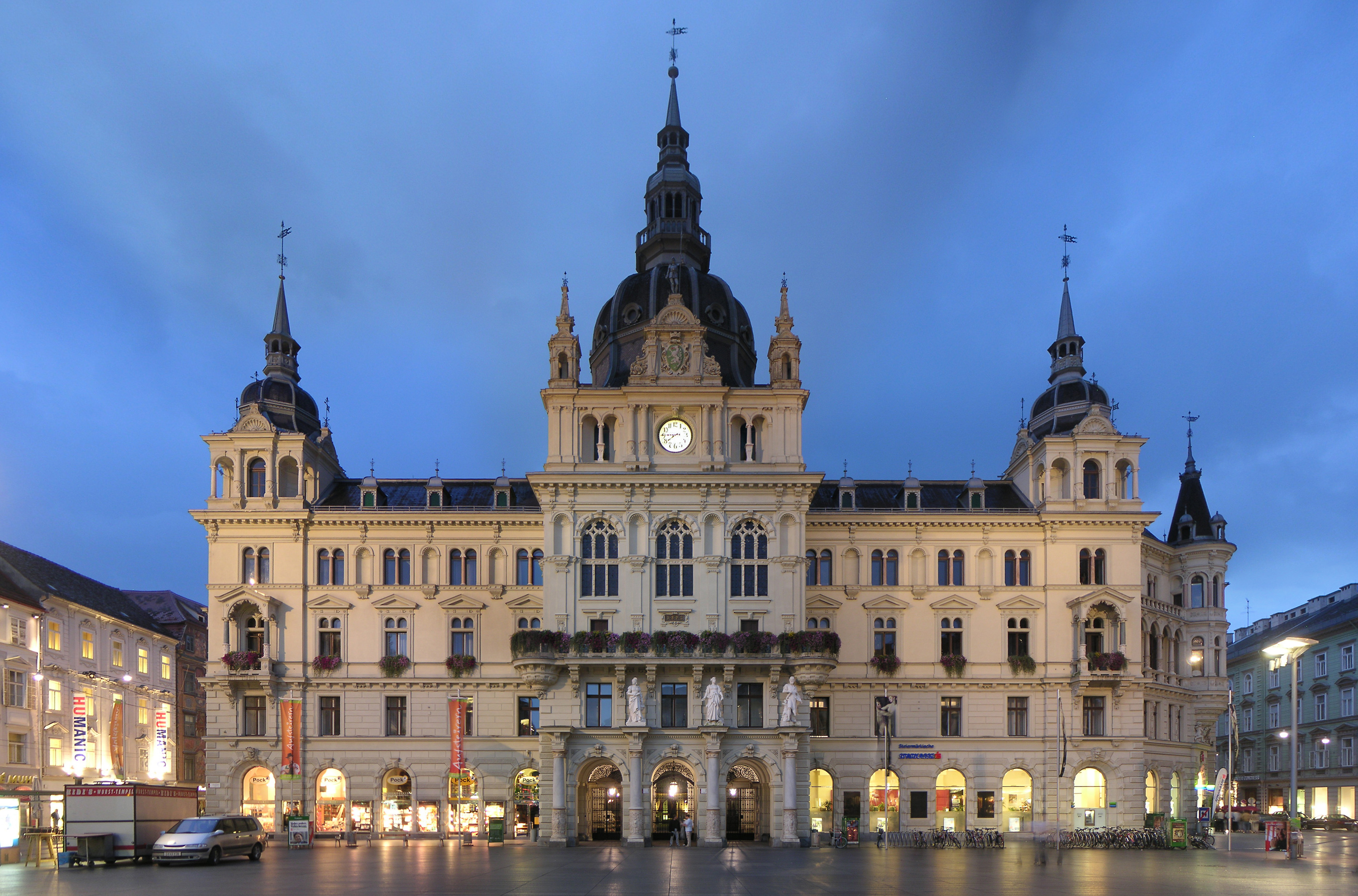
L'hôtel de ville de Graz.

Graz est riche en monuments, parmi lesquels ceux de la porte de Fer, de la Karlauplatz (1762), de la Marienplatz (1680), de la Karmeliterplatz (1680), de la Lendplatz (1680) et de la Griesplatz (1680).

### La vieille ville
Les principaux monuments et lieux de la vieille ville sont :

### Autres lieux
- Château d'Eggenberg
- Basilique de Mariatrost
- Église du Sacré-Cœur[n 2]
- Église Saint-Vincent
- Église Saint-Léonard (de)[n 3]
- Cathédrale Saint-Gilles de Graz
- Nouvelle synagogue

### Musées

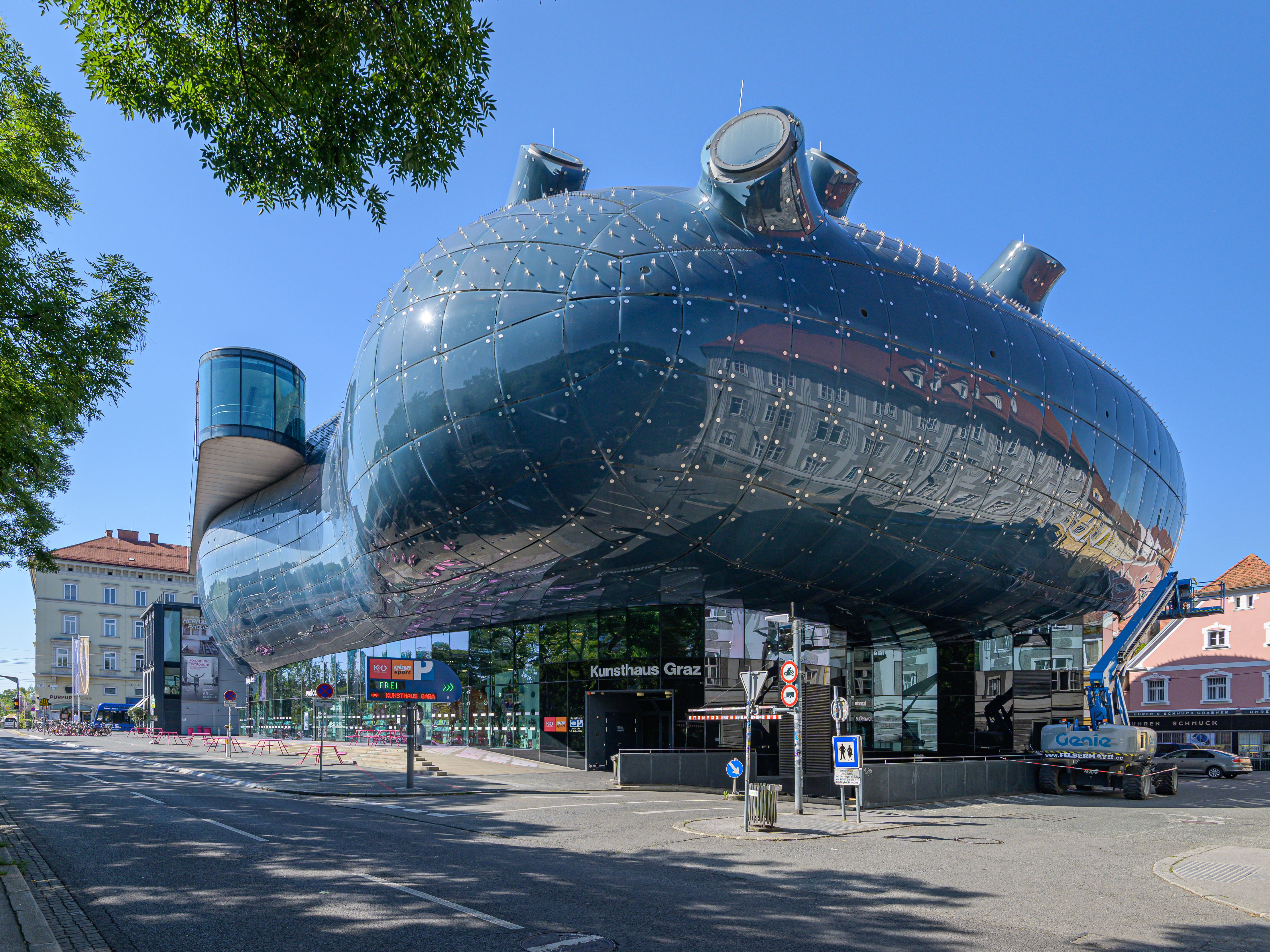
Le musée d'art moderne.

- Le musée d'art moderne,
- Musée universel de Joanneum,
- Musée municipal de Graz (de)[17],
- Musée du tramway de Graz (de),
- Musée de l'arsenal de  Graz (de).

## Théâtres
- l'opéra
- Next Liberty, théâtre pour la jeunesse

## Éducation

### Enseignement supérieur
Graz a environ 50 000 étudiants, quatre universités, deux instituts de formation des maîtres et deux instituts universitaires professionnalisés.
La proportion d'étudiants dans la population est élevée, correspondant environ à un résident sur six.
- Université Karl-Franzens
- Université technique de Graz
- Université de Musique et des Arts de la scène de Graz (de)
- Université de médecine de Graz (de)
- Institut universitaire professionnalisé Joanneum (de) (Fachhochschule Joanneum)

### Bibliothèques
- Bibliothèque de l'université de Graz,
- Bibliothèque communale de Graz (de)[18],
- Bibliothèque de la province de Styrie (de).

## Transports

### Local

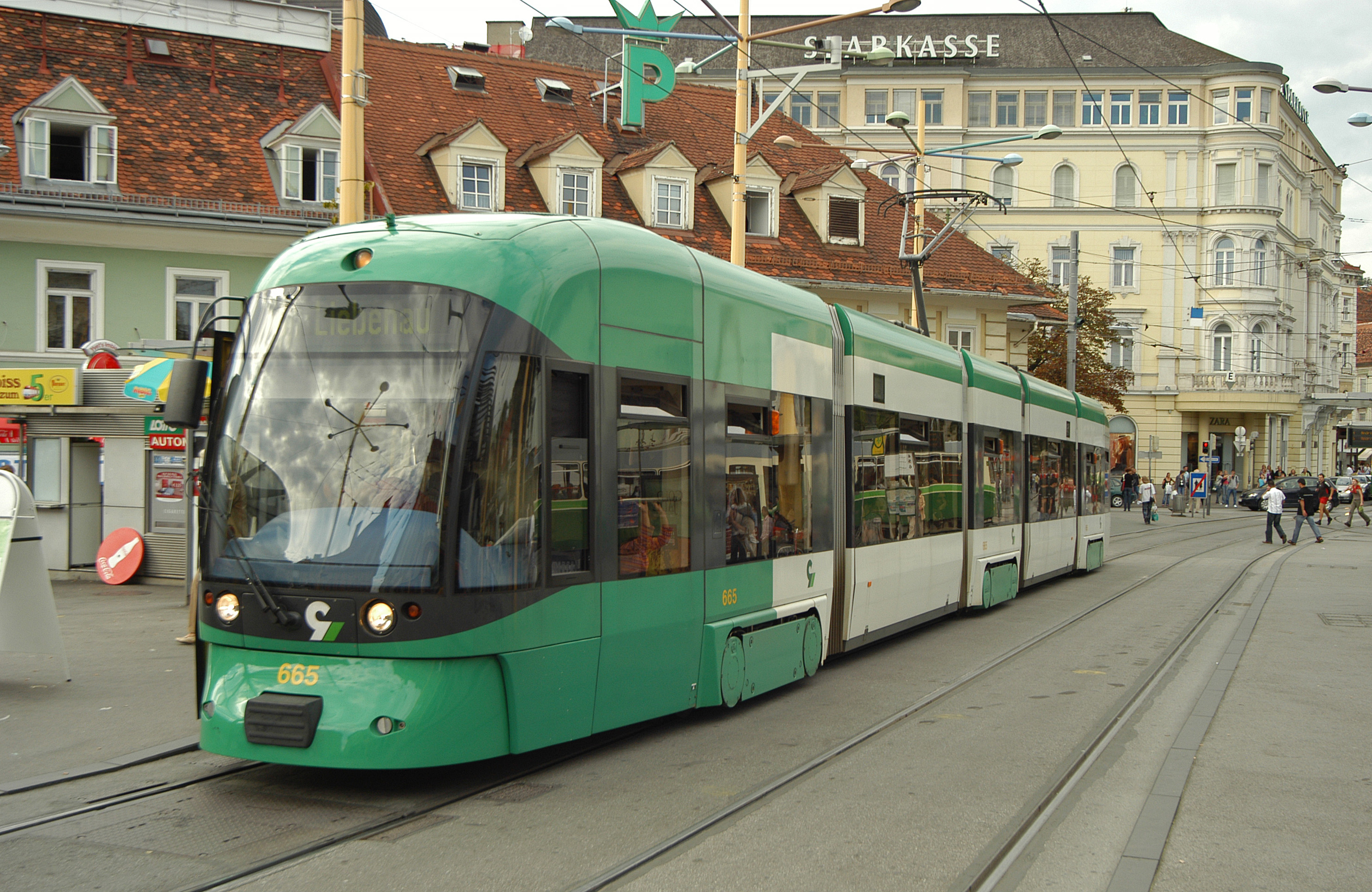
Un tramway à Jakominiplatz.

Graz dispose d'un réseau de transport public étendu.
Le tramway de Graz compte 9 lignes dont 4 passent par la gare centrale de Graz.
Le funiculaire de Schlossberg (Schlossbergbahn) ainsi que l'ascenseur de Schlossberg relient le centre-ville au Schloßberg.

### Ferroviaire
La gare centrale de Graz est desservie par les trains régionaux de Styrie et par les trains nationaux et internationaux qui la relient aux villes comme Vienne, Salzbourg, Innsbruck, Maribor, Ljubljana, Zagreb, Prague, Budapest ou Zurich.

### Aérien
L'aéroport de Graz est situé à Feldkirchen bei Graz (code AITA : GRZ) à 10 km au sud du centre-ville.
La gare du « S-Bahn » située à l'est de l'aéroport permet d'aller au centre-ville.

## Économie

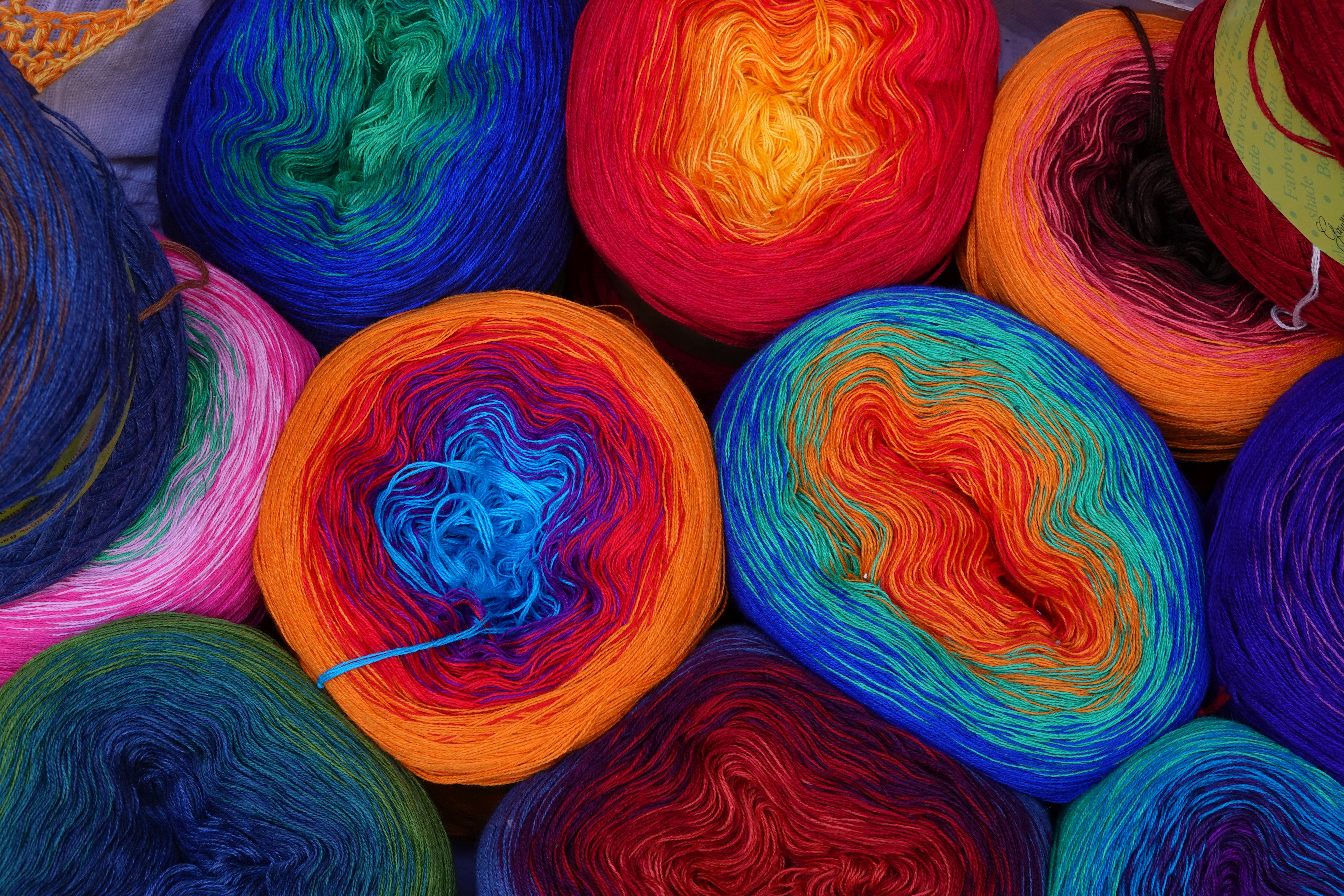
Pelotes de laine en vente dans un magasin de Graz. Juin 2023.

### Entreprises
Quelques entreprises d'influence internationale ayant leur siège à Graz. Graz est une ville où le secteur de l’industrie automobile est très développé :
- Bankhaus Krentschker & Co AG
- Magna Steyr, du groupe Magna International
- AVL
- AMS
- Andritz
- Anton Paar (en)
- Kapsch AG (en)
- Infineon Technologies
- Siemens AG
- Daimler AG

## Personnalités

### Personnages de pouvoir ou d'histoire
- Ferdinand II de Habsbourg (9 juillet 1578 - † 15 février 1637), 1619-1637, chancelier du Saint-Empire romain germanique.
- Johann Bernhard Fischer von Erlach (20 juillet 1656 - † 5 avril 1723), architecte
- Comte Ernst-Rüdiger von Starhemberg (12 janvier 1638 - † 7 juin 1701), défenseur de Vienne lors du second siège par les Turcs 1683
- François-Ferdinand d'Autriche (* 18 juillet 1863 - † 28 juin 1914)
- Prince Othon de Windisch-Graetz (1873-1952), époux de l'archiduchesse Élisabeth-Marie d'Autriche
- Alfred Stingl (1939-2025), maire de Graz de 1985 à 2003

### Personnages de culture et de science
- Jean-Baptiste d'Autriche (* 1782 à Florence, † 1859 à Graz)
- Johann Baptist Jakob Raunacher (parfois Rannacher ; 1705-1757), peintre mort à Graz.
- Alois von Beckh-Widmanstätten (* 13 juillet 1754 - † 10 juin 1849), typographe
- Ludwig Boltzmann (* 1844 à Vienne, † 1906 à Duino-Aurisina), physicien
- Karl Böhm (* 28 août 1894 - † 14 août 1981 ), chef d'orchestre
- Norbertine Bresslern-Roth (1891 - 1978) peintre
- Jenny Bürde-Ney (* 21 décembre 1824 - † 7 mai 1886), chanteuse
- Irene von Chavanne (*18 avril 1868 - † 26 décembre 1938), chanteuse
- Günther Domenig (* 1934 à Klagenfurt), architecte
- Celestina Ekel (1867–1935), professeure de musique, organiste et compositrice slovène
- Andreas Gabalier (* 1984), chanteur
- Alexander Girardi (1850 - 1918), comédien
- Michael Glawogger (1959 - 2014), réalisateur, scénariste et directeur de photographie
- Nikolaus Harnoncourt (* 1929 à Berlin); chef d'orchestre
- Gotthold Nathan Ambrosius Hasenhüttl (* 2 décembre 1933), professeur de théologie à la faculté de philosophie de l'université de Saxe
- Lotte Hendrich-Hassmann (1932-2007), photographe et vidéaste
- Alfred Kolleritsch (* 1931 à Brunnsee, Südsteiermark), écrivain
- Out-el-Kouloub, romancière francophone (qui y mourut en 1968)
- Johannes Kepler (* 1571 – † 1630), astronome
- Lore Krainer (* 4 novembre 1930), danseuse de cabaret et chanteuse
- Richard Kriesche (* 1940 à Vienne), artiste multimédias
- Erica Lillegg (1907 - 1988), romancière
- Hans List (1896 - 1996), chef d'entreprise
- Leo Maasburg (1948-), ecclésiastique et compagnon de route de Mère Teresa
- Carl Mayer (* 1894 à Graz, † 1944 à Londres, scénariste
- Inge Morath (1923 - 2002), photographe
- Johann Nestroy (* 1801 à Vienne, † 1862 à Graz), poète
- Gerald Nigl (* 1966), peintre et écrivain ;
- Emmy Paungarten, (* 1874 à Klagenfurt, † 1947 à Graz), peintre
- Christina Pluhar, harpiste ;
- August Pott (1806-1883), compositeur et violoniste allemand de la période romantique mort à Graz
- Johann Puch (* 1862 in Sakusak vers Pettau, † 1914 à Graz), chef d'entreprise
- Jochen Rindt (* 1942 à Mayence, † 1970 à Monza), pilote automobile
- Peter Rosegger (* 1843 à Alpl, † 1918 à Krieglach), poète
- Gerhard Roth (1942-2022), écrivain
- Ferdinand Schmalz (* 1985 à Graz), dramaturge ;
- Friedrich Schmiedl (* 1902 à Schwertberg, † 1994 à Graz), pionnier dans les missiles
- Werner Schwab (* 1958 – † 1994), écrivain
- Arnold Schwarzenegger (* 1947), culturiste, acteur et homme politique austro-américain
- Peter Simonischek (* 6 août 1946 - † 2023), comédien
- Carl Stooss († 1934 à Graz), avocat pénaliste suisse
- Robert Stolz (* 25 août 1880 - † 27 juin 1975), compositeur et chef d'orchestre
- Wilhelm Thöny (1888 - 1949), peintre
- Jutta Voss (1942-), théologienne évangélique autrichienne
- Alfred Wegener (* 1er novembre 1880 à Berlin - † novembre 1930 à Groenland), géologue

## Sport

### Clubs
- Steirische Flugsportunion[19] (vol à voile)
- GIANTS Graz (football américain)
- SK Sturm Graz (football)
- Liebherr GAK (football)
- Graz 99ers (hockey sur glace)
- Kulturmarathon[20] (marathon)
- Grazer Altstadtkriterium (cyclisme)

### Évènements
- Grazathlon

## Relations internationales

### Jumelages
| - Coventry (Royaume-Uni) depuis 1948 (contrat de 1957) - Montclair (New Jersey) (États-Unis) depuis 1950 - Groningue (Pays-Bas) depuis 1965 - Darmstadt (Allemagne) depuis 1968 | - Trondheim (Norvège) depuis 1968 - Pula (Croatie) depuis 1972 - Trieste (Italie) depuis 1973 - Timișoara (Roumanie) depuis 1987 | - Maribor (Slovénie) depuis 1987 - Pécs (Hongrie) depuis 1989 - Dubrovnik (Croatie) depuis 1994 - Ljubljana (Slovénie) depuis 2001 |

Il existe également un jumelage entre le B(R)G Carneri (collège et lycée) de Graz et deux collèges de  Cannes (France) : le Collège Gérard Philipe et le Collège des Vallergues qui permet à des élèves des deux pays d'effectuer des séjours linguistiques.
il y a de plus un jumelage entre le lycée Descartes de Rennes et le collège de Gibs.

### Villes de design, membres du réseau des villes créatives UNESCO
Depuis 2011, Graz fait partie du réseau des villes créatives UNESCO, comme ville de design. Les coopérations entre les 11 villes design de ce réseau sont nombreuses et se développent maintenant en dehors du strict cadre du design.
| - Berlin (Allemagne) - Buenos Aires (Argentine) - Kobe (Japon) - Montréal (Canada) | - Nagoya (Japon) - Pékin (Chine) - Saint-Étienne (France) - Séoul (Corée du Sud) | - Shanghai (Chine) - Shenzhen (Chine) |

## Galerie

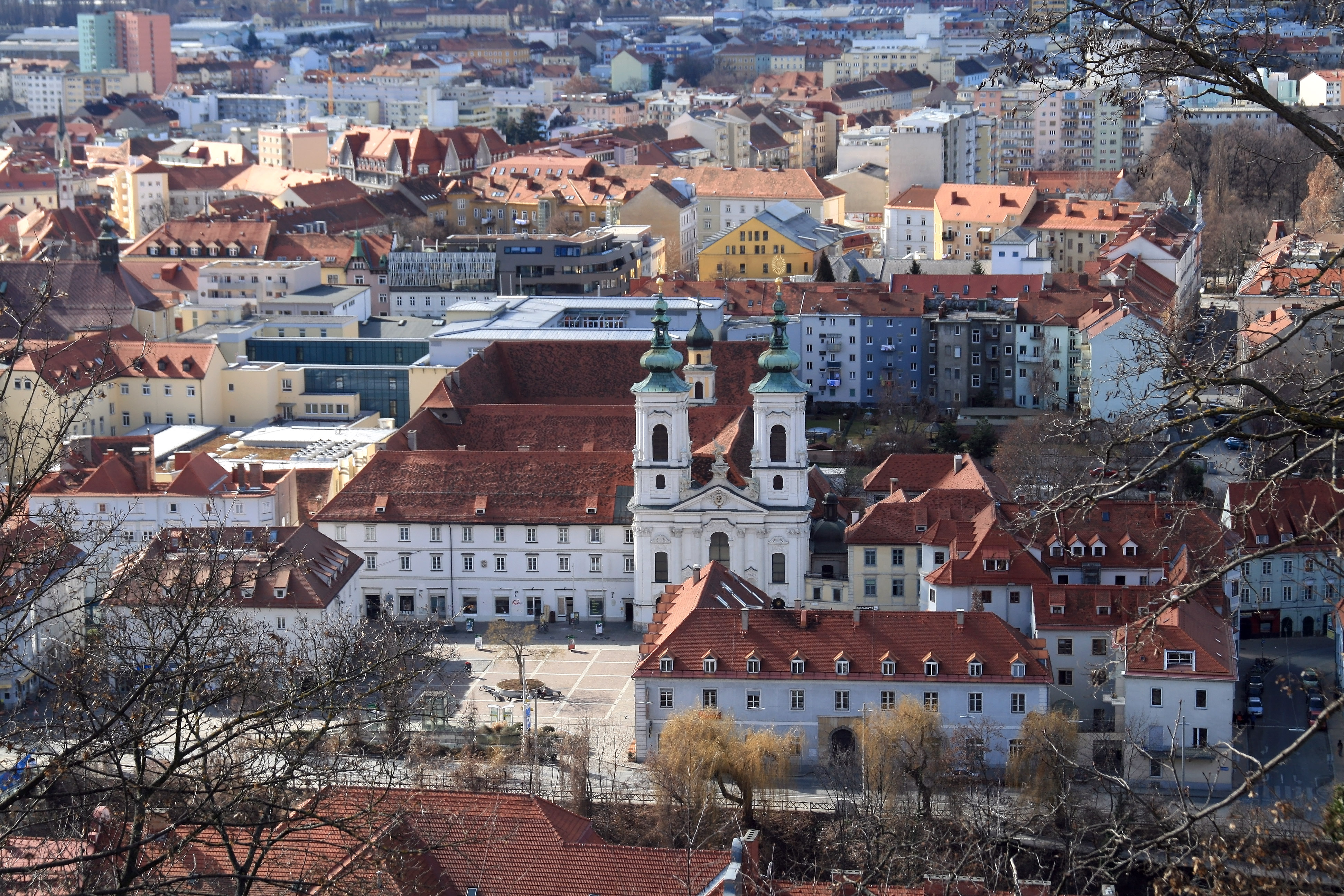
L'église Mariahilfer (de).
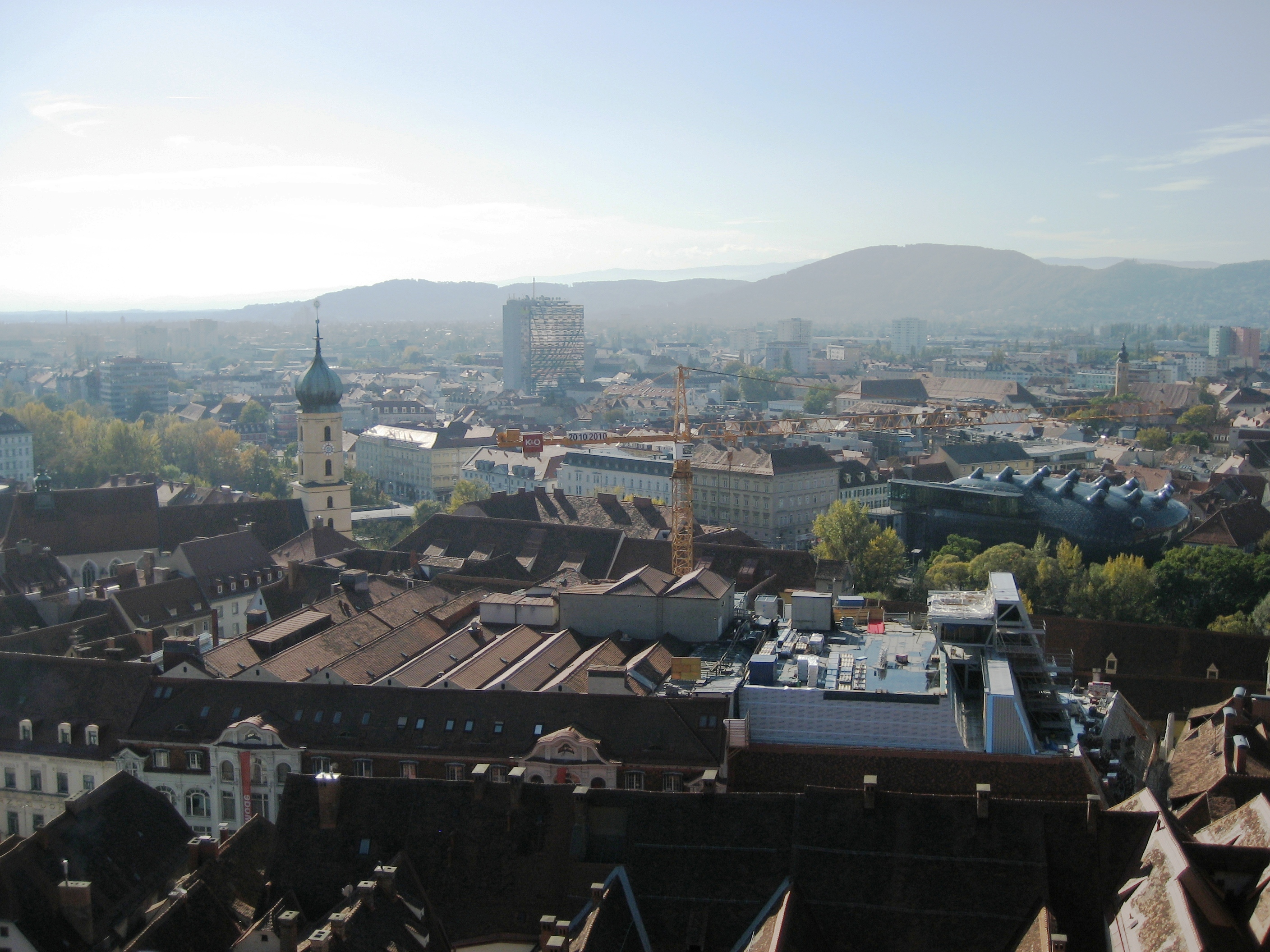
Vue du Schloßberg.
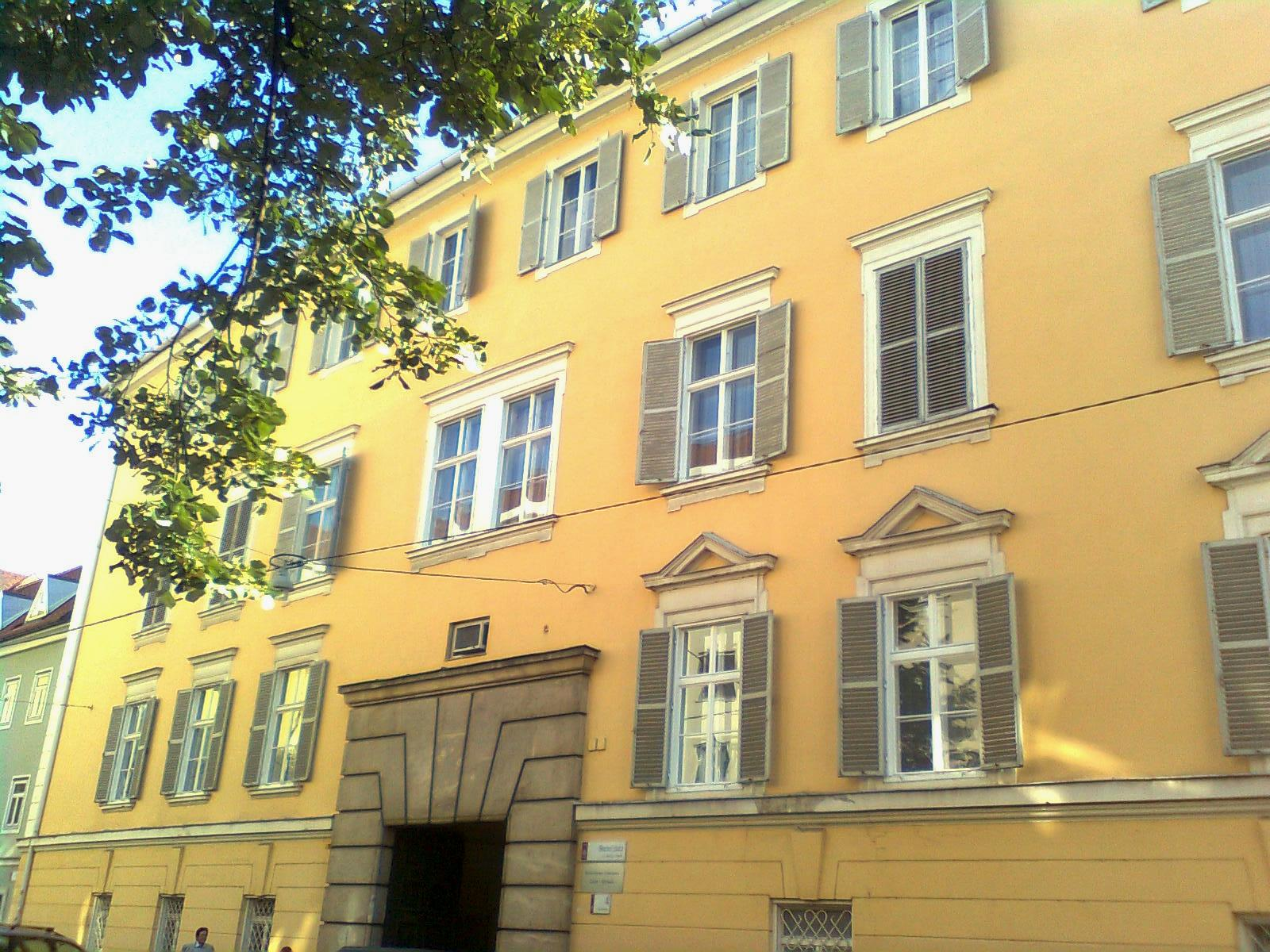
Palais Bischöfliches.
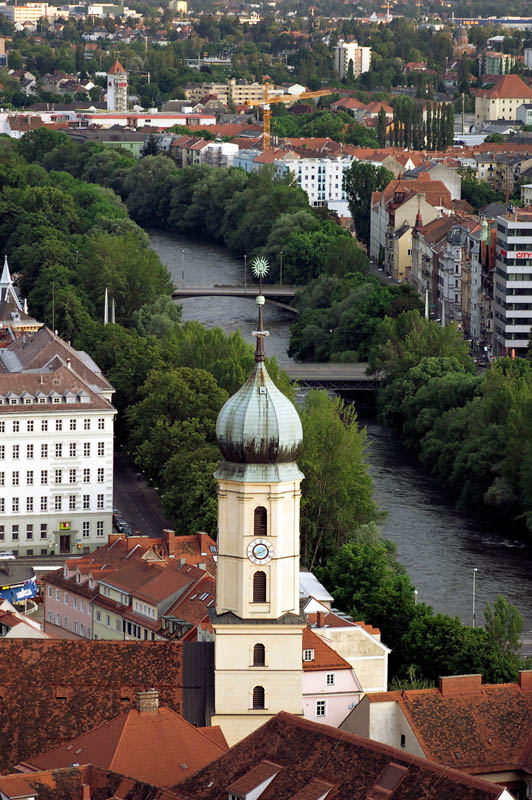
Église franciscaine.
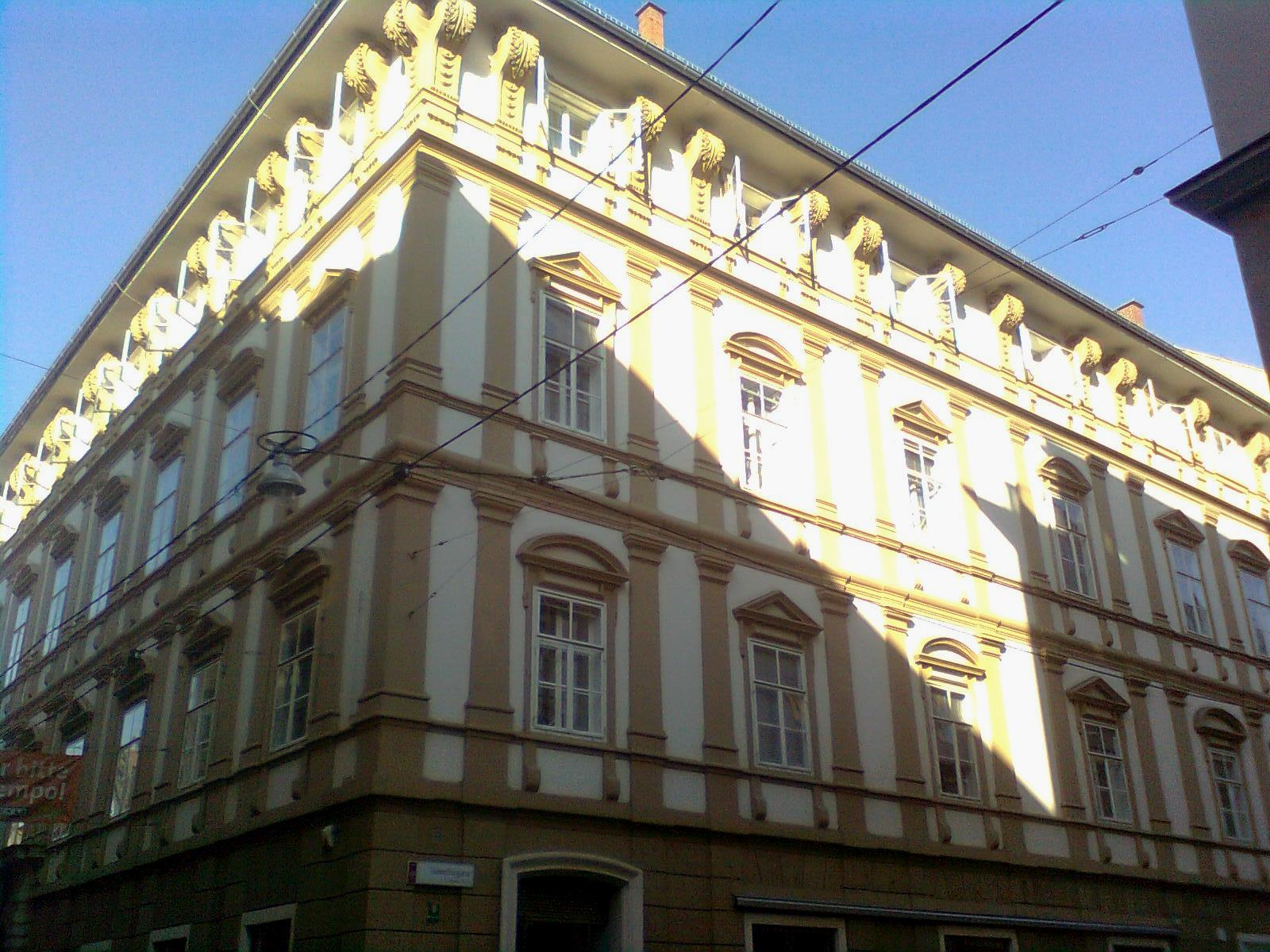
Palais Lengheimb, rue Hans Sachs.
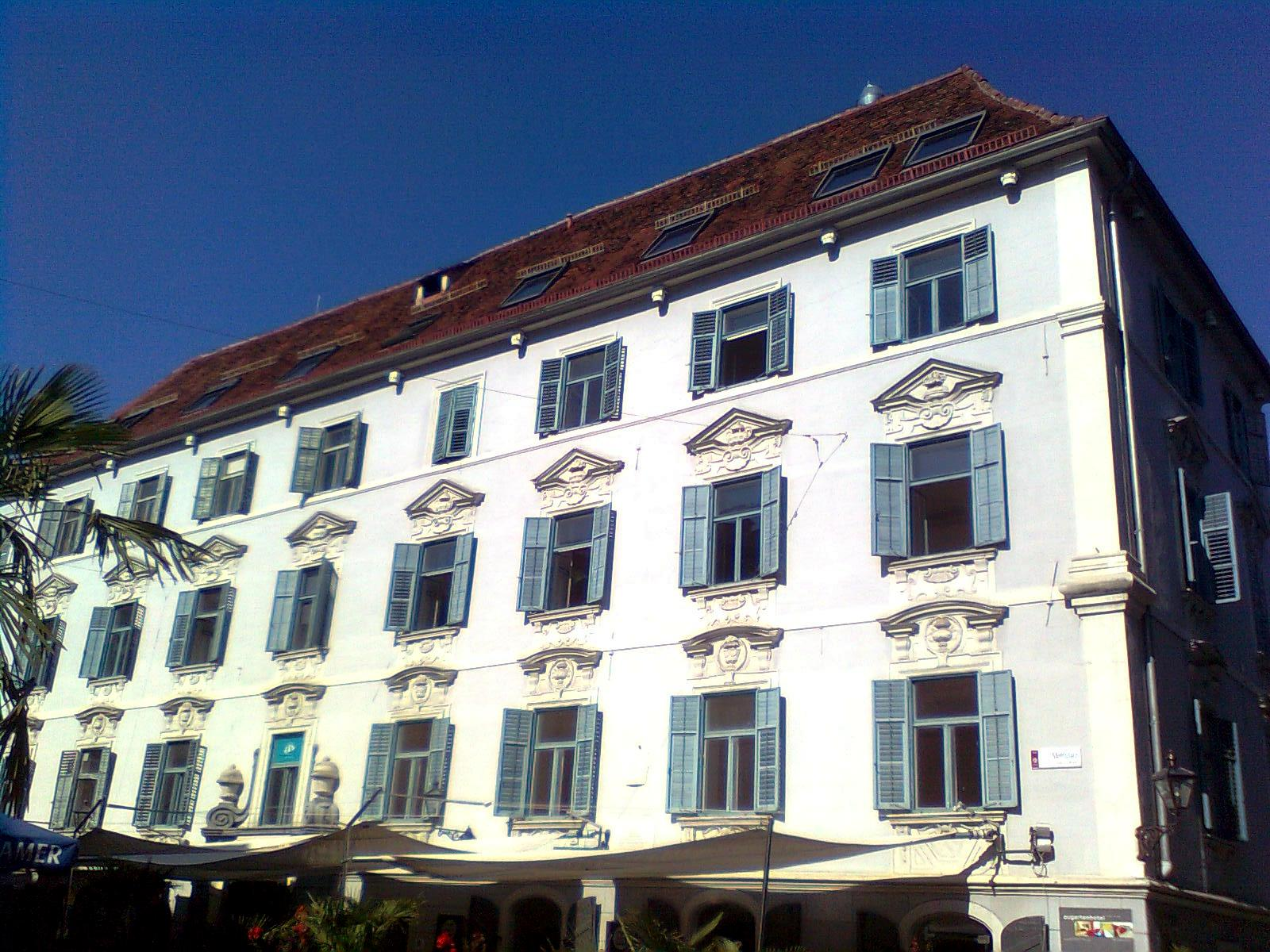
Palais Inzaghi.
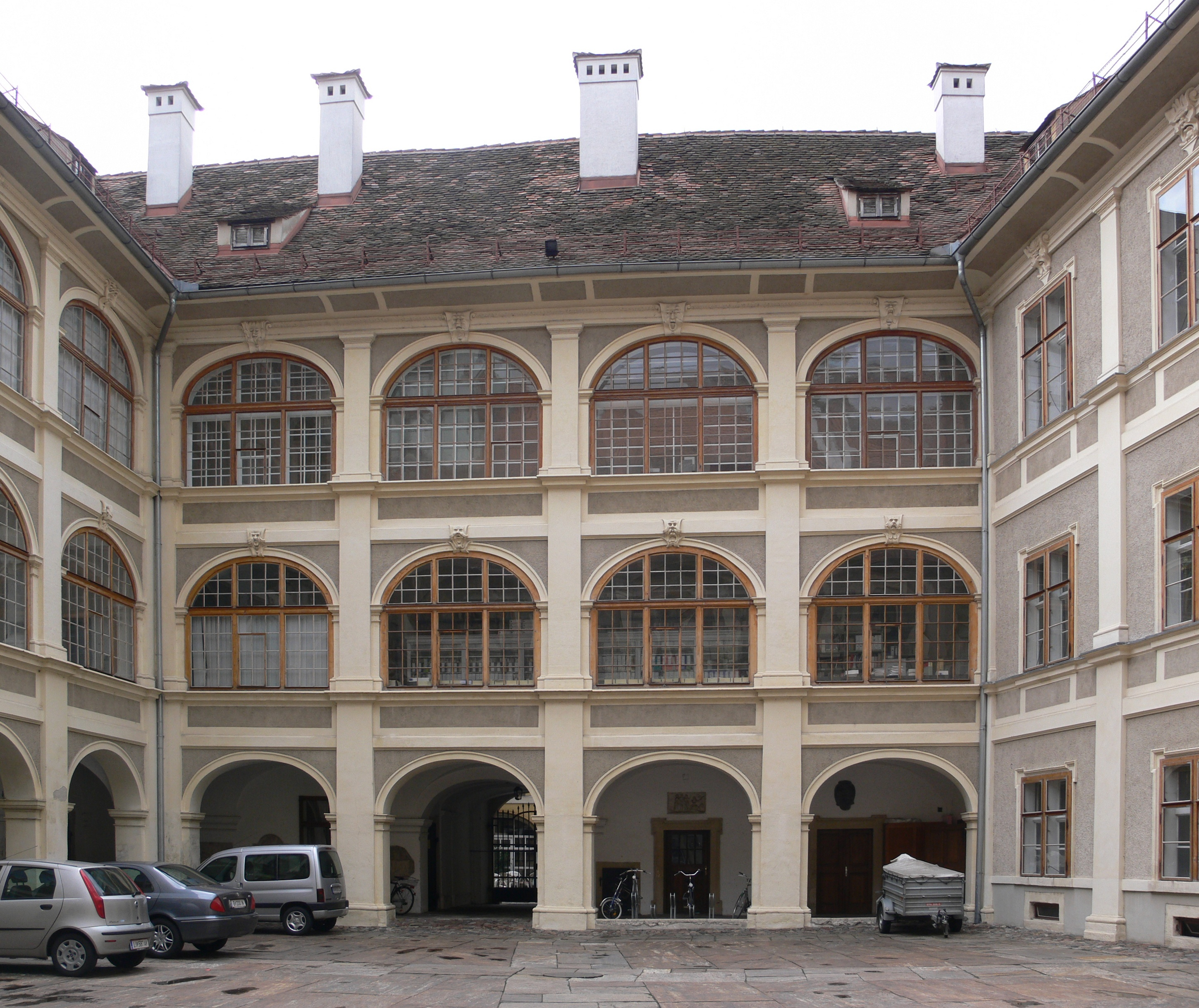
Cour intérieure du Musée universel Joanneum.
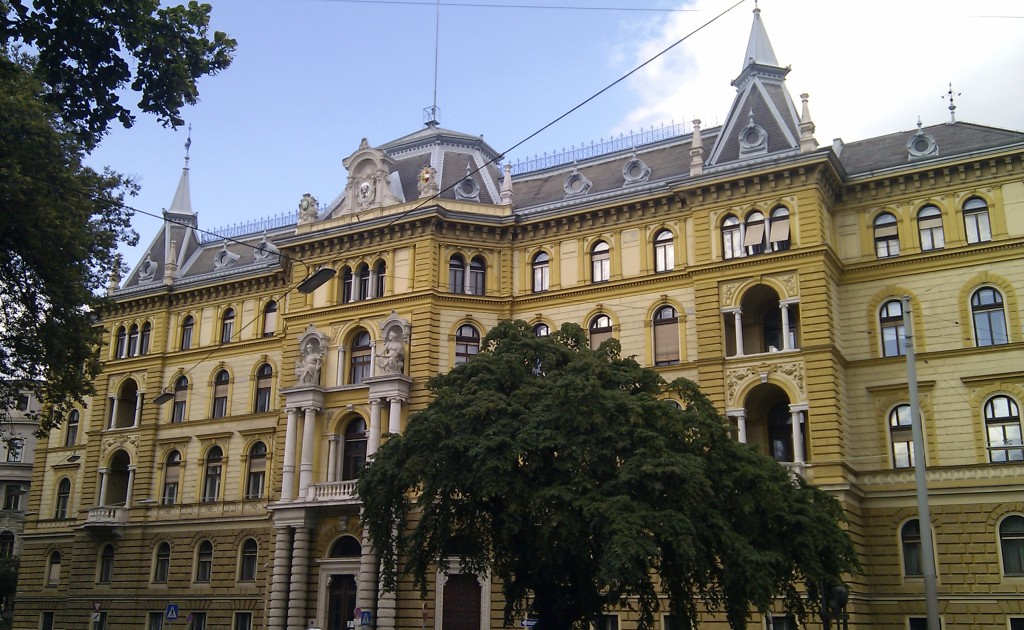
Le palais de justice.
Graz, Uhrturm.
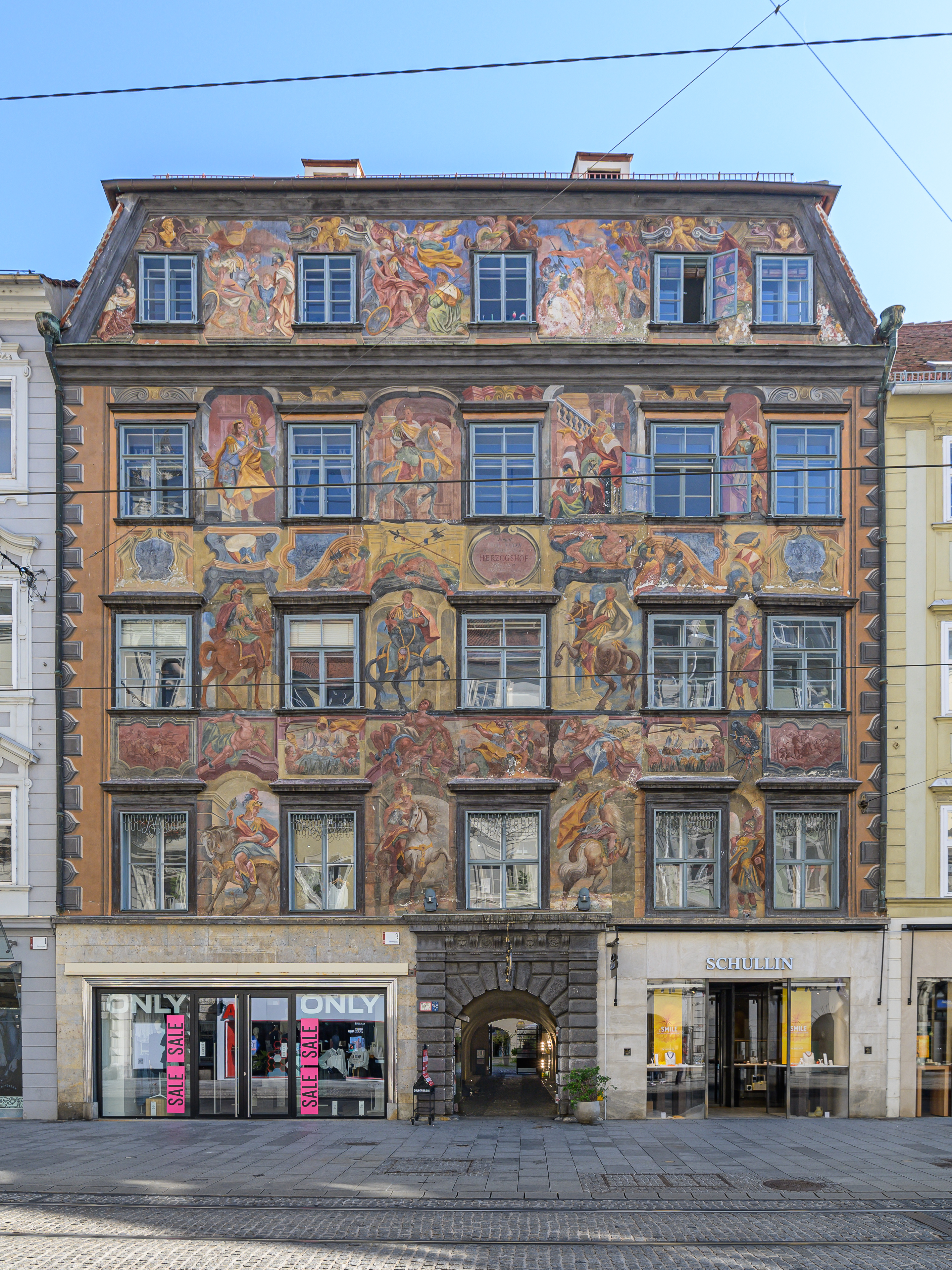
Ancienne cour ducale.
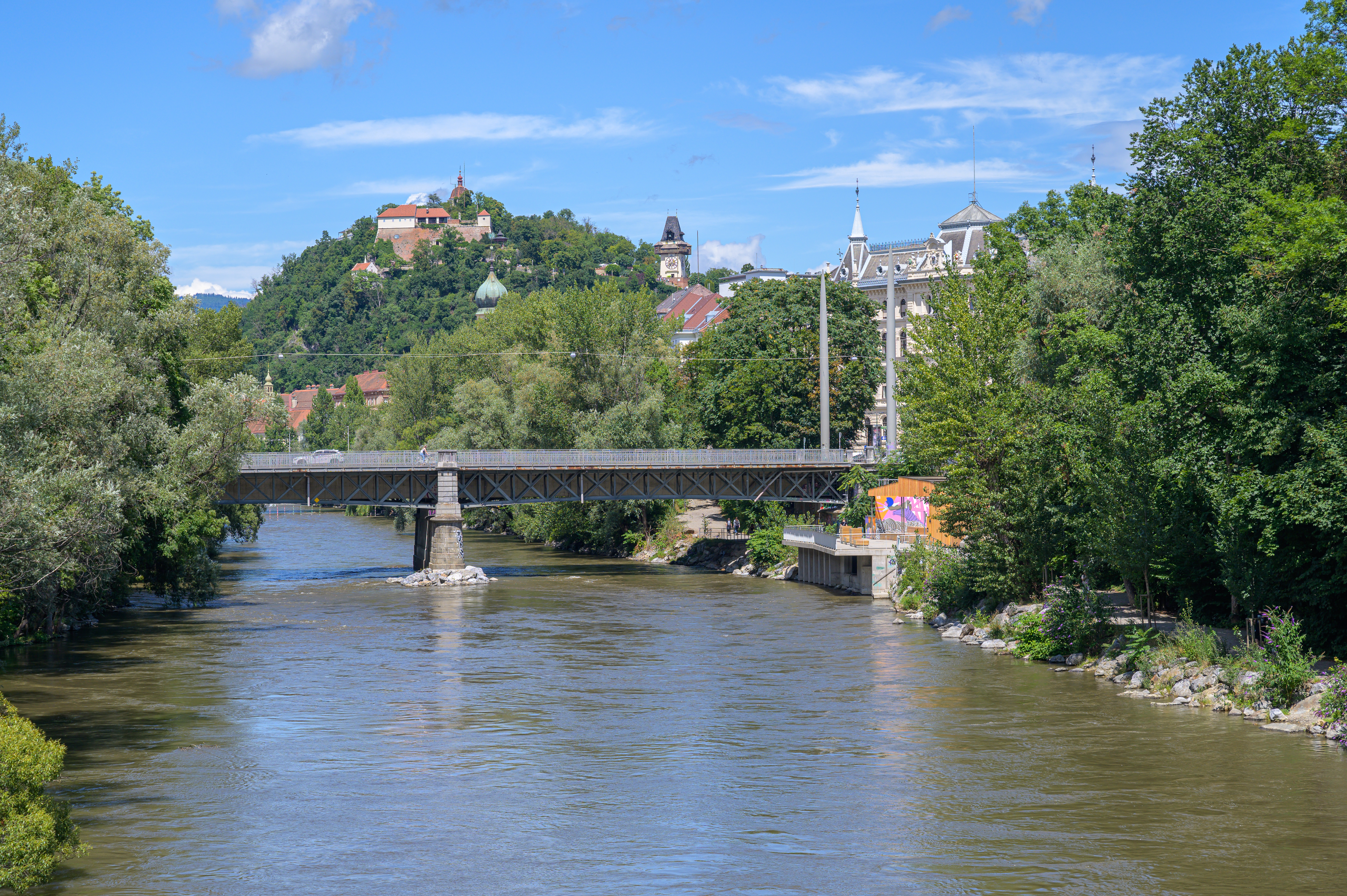
Rivière Mur avec le Schlossberg.